# Katt Shea
Pour les articles homonymes, voir Shea.
Katt Shea, née à Détroit (Michigan) en 1957, est une actrice, réalisatrice et scénariste américaine.

## Biographie
Katt Shea a grandi à Détroit avant de partir pour Los Angeles  à l'âge de 19 ans afin de devenir actrice. Elle joue des petits rôles pendant sept ans mais ne se sent pas à l'aise dans ce métier et passe à l'écriture de scénarios et à la réalisation. Elle se spécialise alors dans la réalisation de thrillers à petits budgets produits par Roger Corman.

## Filmographie

### Actrice
- 1983 : Scarface : la femme au Babylon Club
- 1984 : Preppies : Margot
- 1984 : Ça mousse à Hollywood (Hollywood Hot Tubs) : Dee-Dee
- 1985 : Barbarian Queen (en) : Estrid
- 1986 : Psychose 3 : Patsy

### Réalisatrice
- 1987 : Stripped to Kill (en)
- 1989 : Stripped to Kill II: Live Girls (en)
- 1989 : Dance of the Damned (en)
- 1990 : Streets
- 1992 : Fleur de poison
- 1996 : Last Exit to Earth (en) (téléfilm)
- 1999 : Carrie 2
- 2000 : Le Poids du secret (en) (téléfilm)
- 2001 : L'Ultime Refuge (en) (téléfilm)
- 2019 : Nancy Drew and the Hidden Staircase
- 2022 : Une amie au poil (Rescued by Ruby)

### Scénariste
- 1986 : The Patriot (en)
- 1987 : Stripped to Kill (en)
- 1989 : Stripped to Kill II: Live Girls (en)
- 1989 : Dance of the Damned (en)
- 1990 : Streets
- 1992 : Fleur de poison
- 1996 : Rumble in The Streets (cy)
- 1996 : Last Exit to Earth (en) (téléfilm)
- 2001 : L'Ultime Refuge (en) (téléfilm)